# 25 Herculis
25 Herculis är en vit stjärna i huvudserien i Herkules stjärnbild.
Stjärnan har visuell magnitud +5,54 och synlig för blotta ögat vid någorlunda god seeing. Den befinner sig på ett avstånd av ungefär 240 ljusår.